# ブザンソン
ブザンソン（Besançon）は、フランス東部にある都市で、ドゥー県の県庁所在地である。街は蛇行するドゥー川によって囲まれている場所に発展した。この都市は、ガリア・ローマ（gallo-romaine）時代以降、重要な役割を果たしている。地理的な条件とその特有の歴史によって、軍事的な場所（駐屯軍）、政治的なセンターと宗教的な主都となっていった。フランスの最初の緑の都市と宣言されて、フランシュ・コンテの中心都市であるブザンソンは、周知のように、社会的・環境的革新（イノベーション）によって生活の水準の高さを享受している。また、ブザンソンは、芸術・歴史の都市に分類される。2008年には市内の一部の建築物がヴォーバンの防衛施設群の構成資産として、ユネスコ世界遺産リストに登録された。

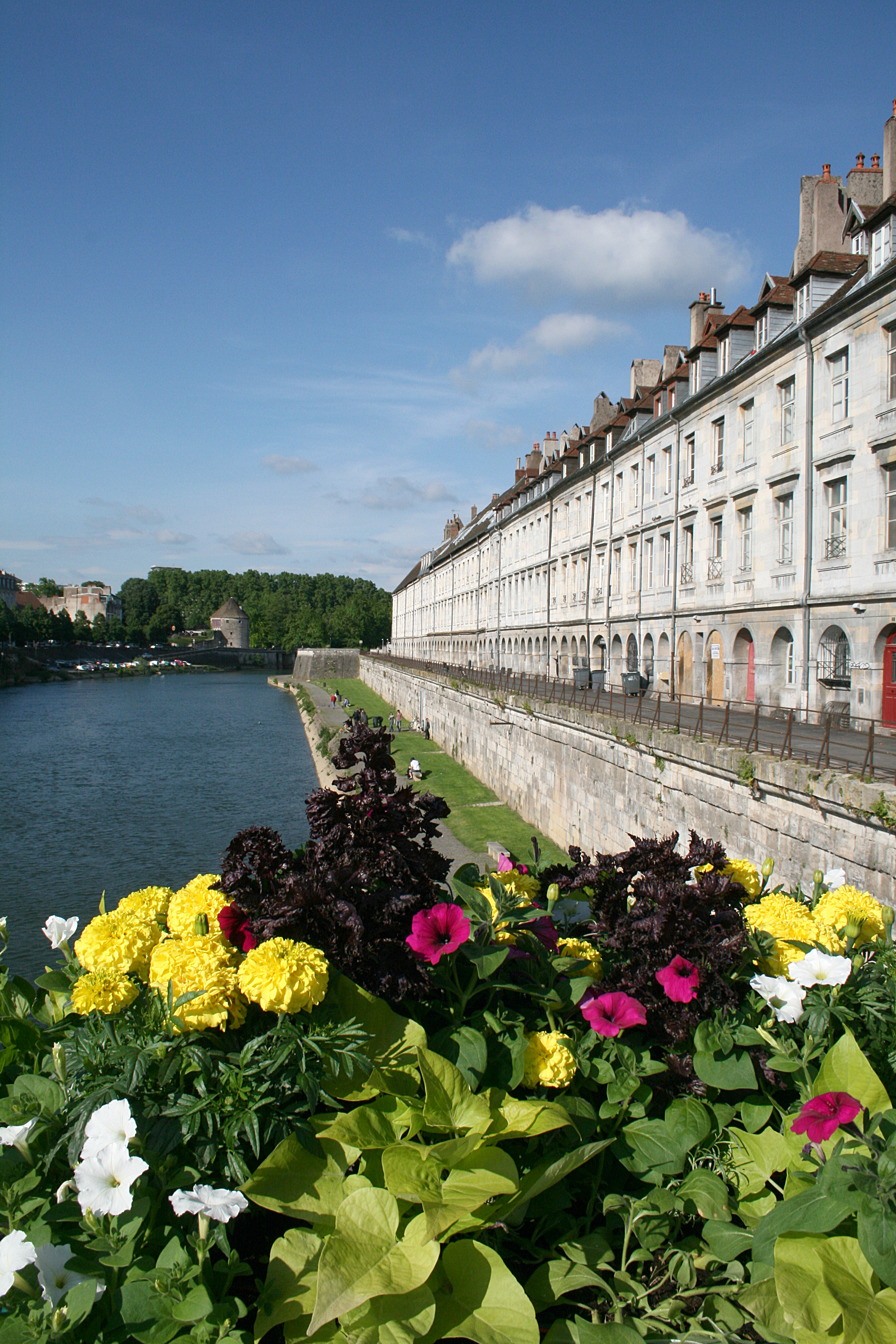

## 概要
主な産業は精密機器産業と時計産業である。避暑地としても有名。

## 歴史
古代ローマ時代、ブザンソンはウェソンティオ（ラテン語:Vesontio）と呼ばれ、ガリア人の一派であるセクアニ族が本拠を置いていた。
ガリア戦争中の紀元前58年には、当時ローマのガリア総督であったガイウス・ユリウス・カエサルとスエビ族出身のゲルマニア人アリオウィストゥスがこの「ウェソンティオ」近郊で戦ったことでも知られている。

## 気候
ブザンソンは、2つの気候的な影響を受ける。一つは（雨が降る日が多く大量の降水量である）海洋性の気候であり、もう一つは乾燥して暑い夏と寒さの厳しい冬（霜と雪の多い）大陸の気候である。概してブザンソンの気候は非常に変わりやすいことが特徴である。年間降水量は1108mm。

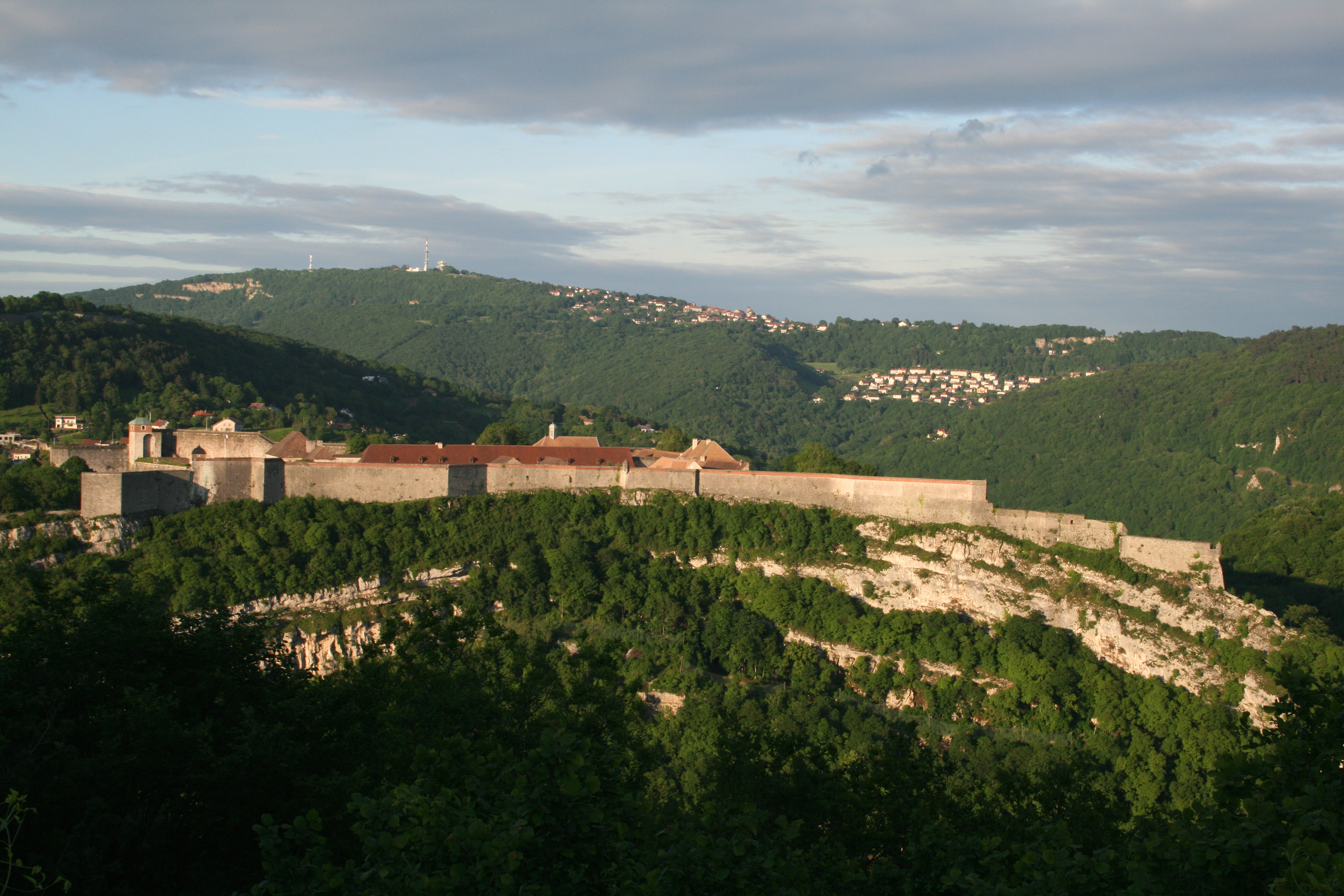
ヴォーバンの砦

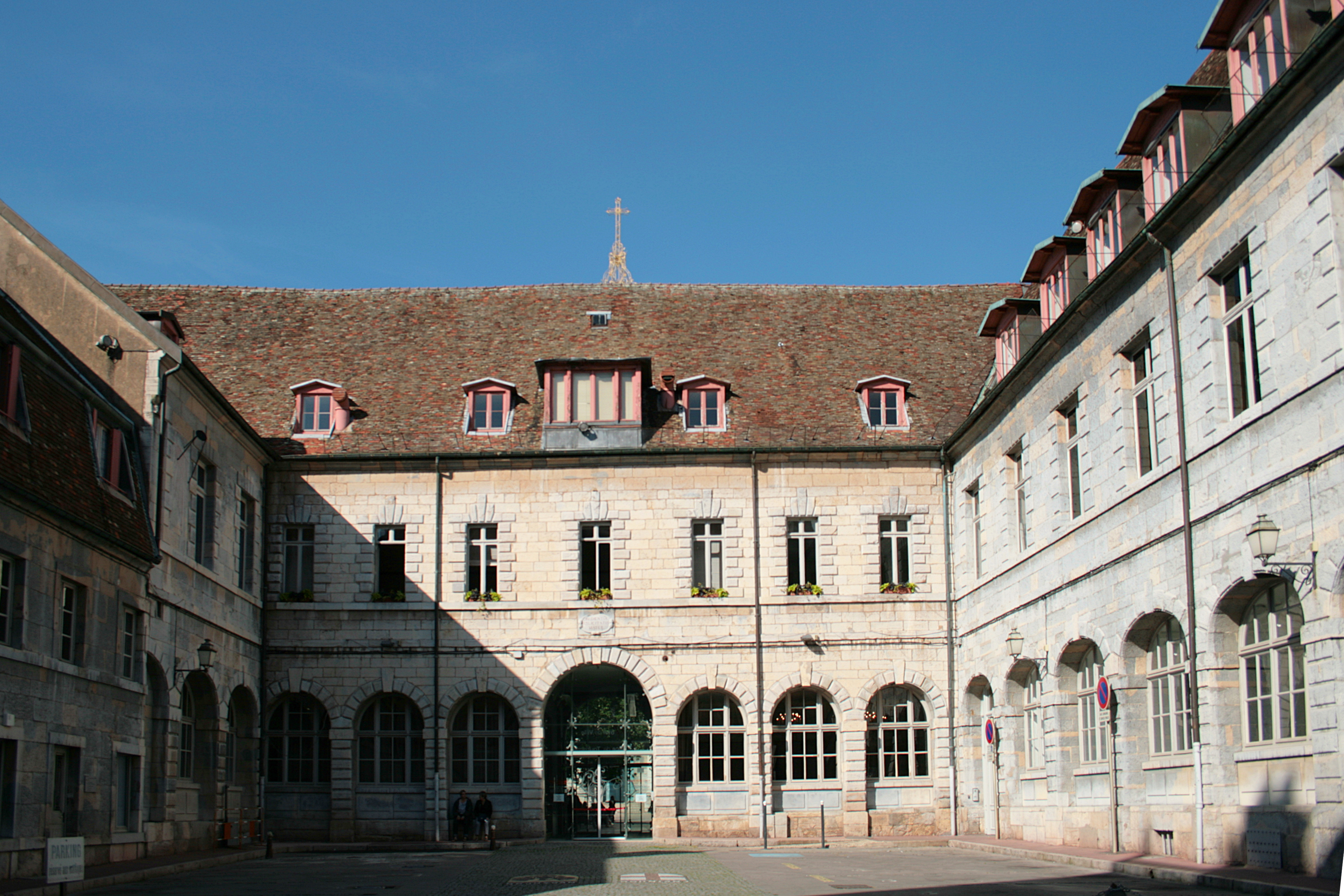
タウンホール

## 人口統計
| 1962年 | 1968年  | 1975年  | 1982年  | 1990年  | 1999年  | 2006年  | 2011年  | 2020年  |
| ------ | ------- | ------- | ------- | ------- | ------- | ------- | ------- | ------- |
| 95 642 | 113 220 | 120 315 | 113 283 | 113 828 | 117 733 | 117 080 | 116 353 | 118 258 |

参照元:1999年までEHESS、2004年以降INSEE

## 経済
ブザンソンの経済は、主要企業の倒産が生じた1970年代まで伝統的な時計製造業と繊維産業が占めていた。80年代以降には、そうした時計産業は高級品に特化することで命脈を保っている。90年代以降のブザンソンは、情報産業やバイオテクノロジーを始めとする様々な分野においてフランスでも主導的な地位にある。失業率は2005年には8.1%であり、2006年12月には7.9%と推定される。この失業率は国家平均（8.6%）より僅かに低い値となっている。

## 文化と遺産
ブザンソンは、1986年2月14日以来「Ville d'Art et d'Histoire」に認定されている。サン・ジャン大聖堂 (Cathédrale Saint-Jean) には、フラ・バルトロメオの『聖母と聖人』 (Vierge aux Saints) がある。

### ブザンソン国際指揮者コンクール
ブザンソン国際音楽祭の開催期間中に行われる、国際的にも名声と伝統ある指揮者コンクールである。

## 姉妹都市
- クオピオ、フィンランド、1986年
- トベリ、ロシア、1996年
- ハッダーズフィールド / カークリーズ、イギリス、1955/1995年
- ビエルスコ＝ビャワ、ポーランド、2000年
- フライブルク、ドイツ、1959年
- ヌーシャテル、スイス、1975年
- ビストリツァ、ルーマニア、1997年
- パヴィア、イタリア、1964年
- ハデラ、イスラエル、1964年
- ドゥルラ、ブルキナファソ、1985年
- マン、コートジボワール
- シャーロッツビル、アメリカ合衆国

## 出身有名人
- オーギュスト・クレサンジェ：彫刻家
- クロード・グディメル：作曲家
- シャルル・フーリエ：社会主義者
- シャルル・ノディエ：作家
- ピエール・ジョゼフ・プルードン：社会主義者
- ヴィクトル・ユーゴー：詩人・小説家
- リュミエール兄弟：映画の発明者